# Hebron Gate
Hebron Gate è un album del gruppo reggae californiano Groundation ed è datato 2002.
Hanno partecipato alla registrazione di questo album anche Don Carlos dei Black Uhuru, Apple Gabriel degli Israel Vibration e il leggendario gruppo The Congos.

## Tracce
1. Jah Jah Know – 6:03
2. Babylon Rule Dem – 7:03
3. Silver Tongue Show – 6:08
4. Weeping Pirates – 6:43
5. Picture On The Wall – 6:10
6. Something More – 4:53
7. Hebron – 5:09
8. Freedom Taking Over – 6:02
9. Undivided – 5:52